# Campbell Barracks

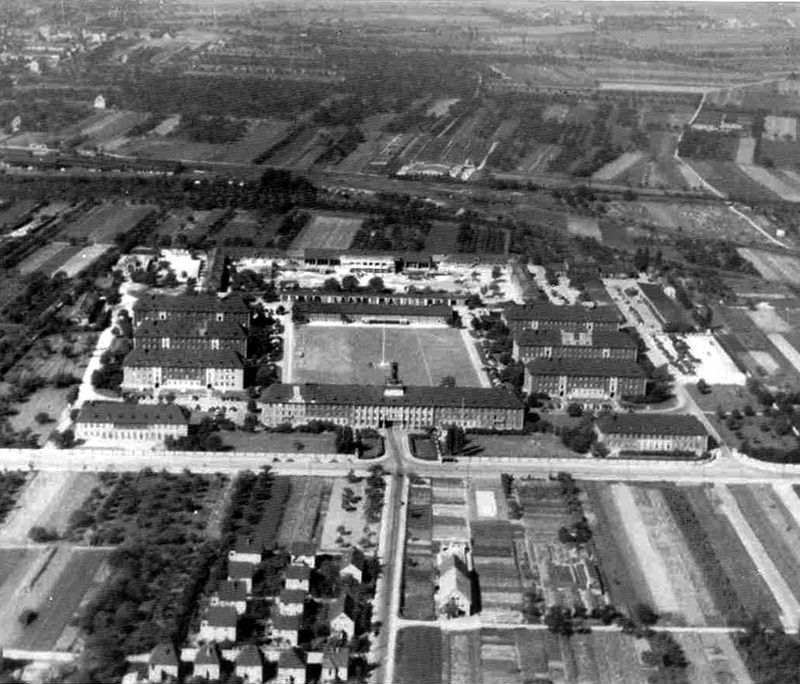
Campbell Barracks, ca. 1945

Campbell Barracks ist die Bezeichnung einer ehemaligen Kaserne in Heidelberg. Sie wurde ab 1936 bis 1938 bei der Aufrüstung der Wehrmacht auf Ackerflächen südlich von Heidelberg in der Nähe des Stadtteils Rohrbach errichtet und 1938 Großdeutschland-Kaserne benannt.

## Vor 1945
Als 1936 das Infanterieregiment 110 als Teil der neu gebildeten 33. Infanterie-Division in Heidelberg aufgestellt wurde, reichte der Platz in der vorhandenen Grenadier-Kaserne nicht aus, um den neuen Verband unterzubringen. Deshalb wurde ab 1936 eine neue Kasernenanlage im Süden Heidelbergs erbaut. Richtfest für das Stabsgebäude war im Juli 1937, bezogen wurde das Areal im Oktober desselben Jahres. Im März 1938, nach dem sog. Anschluss Österreichs, erhielt sie die Bezeichnung Großdeutschland-Kaserne. Zuständig für das Neubauprojekt war das Heeresbauamt Mannheim, das anlässlich der Neubauten eine Zweigstelle einrichtete. Die Baupläne entwarf der Amtsvorstand, Regierungsbaurat Dietrich Lang, die Ausführung oblag Regierungsbaumeister A. Glasmeyer. Die Kaserne beherbergte nach ihrer Fertigstellung den Regimentsstab, das I. Bataillon inklusive des Bataillonsstabes sowie zwei Unterstützungskompanien des Infanterieregiments 110. Das II. Bataillon des Regiments war in der Loretto-Kaserne (heute als „Hammonds Barracks“ bekannt) stationiert und das III. Bataillon in der bereits vorhandenen alten Grenadier-Kaserne.

## Nachkriegszeit
Nach der Einnahme Heidelbergs durch die US-Armee am 30. März 1945 waren verschiedene US-amerikanische Einheiten in der Kaserne untergebracht. 1947 zog das Hauptquartier der USFET (US Forces, European Theater) ein, bis dieses 1952 ins USEUCOM (United States European Command) umgegliedert wurde. Zu Ehren von Staff Sergeant Charles L. Campbell wurde die Kaserne am 23. August 1948 in Campbell Barracks umbenannt. Ab 1952 wechselte die Bezeichnung zu USAREUR (United States Army, Europe), in dessen Hauptquartier in den Campbell Barracks unter dem Namen CENTAG (Central Army Group) ein Planungsstab der NATO integriert wurde. 1959 wurde der Planungsstab der CENTAG wieder ausgegliedert und 1966 das Stuttgarter Hauptquartier der 7. US-Armee mit dem in Heidelberg bestehenden Hauptquartier unter der Bezeichnung HQ USAREUR/7A (Headquarters, United States Army, Europe, and Seventh Army) vereinigt. 1980 schließlich wurde wieder sowohl das Hauptquartier der CENTAG in die Campbell Barracks verlegt, als auch die Hauptquartiere von AMF (Allied Command Europe Mobile Forces) und 4 ATAF (Fourth Allied Tactical Air Force) der NATO.
Mit Ende des Kalten Kriegs und Änderung der strategischen Lage in Europa schwand auch die Bedeutung der in den Campbell Barracks stationierten Einheiten, was eine Reduzierung und Verlegung der Truppen zur Folge hatte. 1993 stellten CENTAG und 4 ATAF ihre Arbeit ein und wurden durch das Hauptquartier von LANDCENT (Allied Land Forces Central Europe) ersetzt, welches dann 2000 ins JHQ CENT (Joint Headquarters Centre Heidelberg), 2004 ins CC-Land HQ HD (Component Command-Land Headquarters, Heidelberg) und 2010 ins HQ FC HD (Headquarters Allied Force Command Heidelberg) umstrukturiert wurde. Im März 2013 wurden die NATO-Bediensteten nach Izmir in der Türkei versetzt, die US-Flagge wurde im September zum letzten Mal eingeholt und die Streitkräfte zum Wiesbaden Army Airfield verlegt. Darauf folgend wurde das Areal an die Bundesrepublik Deutschland, vertreten durch die Bundesanstalt für Immobilienaufgaben (BImA), übergeben. Wie für das benachbarte Mark-Twain-Village in der Südstadt und andere Konversionsflächen in Heidelberg fand für die Nachnutzung der Campbell Barracks eine umfangreiche Bürgerbeteiligung statt. Die ehemaligen Kasernenbauwerke stehen unter Denkmalschutz.

## Veranstaltungen
Das Gelände wird für Veranstaltungen wie das Deutsch-Amerikanische Freundschaftsfest, das Heidelberger Bürgerfest und seit 2015 für das jährlich stattfindende Internationale Filmfestival Mannheim-Heidelberg genutzt.